# Повіт Кесен
Пові́т Кесе́н (яп. 気仙郡, けせんぐん, МФА: [kesen guɴ]) — повіт у префектурі Івате, Японія.
Раніше територія міст Рікудзен-Таката і Офунато була в межах повіту. Наразі повіт складається тільки з містечка Суміта  із населенням (станом на 2017 рік) 5534 особи і площею 334,84 км².